# Brevipalpus cuneatus
Brevipalpus cuneatus är en spindeldjursart som först beskrevs av Giovanni Canestrini och Fanzago 1876.  Brevipalpus cuneatus ingår i släktet Brevipalpus och familjen Tenuipalpidae. Inga underarter finns listade.